# Саут-Пайматюнінг Тауншип (округ Мерсер, Пенсільванія)
Саут-Пайматюнінг Тауншип (англ. South Pymatuning Township) — селище (англ. township) в США, в окрузі Мерсер штату Пенсільванія. Населення — 2653 особи (2020).

## Демографія
Згідно з переписом 2010 року, у селищі мешкало 2695 осіб у 1109 домогосподарствах у складі 814 родин. Було 1190 помешкань
Расовий склад населення:
| - 97,6 % — білих - 0,9 % — чорних або афроамериканців - 0,3 % — азіатів |

До двох чи більше рас належало 1,1 %. Частка іспаномовних становила 0,3 % від усіх жителів.
За віковим діапазоном населення розподілялося таким чином: 20,4 % — особи молодші 18 років, 61,0 % — особи у віці 18—64 років, 18,6 % — особи у віці 65 років та старші. Медіана віку мешканця становила 46,3 року. На 100 осіб жіночої статі у селищі припадало 94,0 чоловіків;  на 100 жінок у віці від 18 років та старших — 93,9 чоловіків також старших 18 років.
Середній дохід на одне домашнє господарство  становив 66 048 доларів США (медіана — 53 224), а середній дохід на одну сім'ю — 76 620 доларів (медіана — 67 083). Медіана доходів становила 52 880 доларів для чоловіків та 33 478 доларів для жінок. За межею бідності перебувало 6,4 % осіб, у тому числі 6,9 % дітей у віці до 18 років та 8,4 % осіб у віці 65 років та старших.
Цивільне працевлаштоване населення становило 1238 осіб. Основні галузі зайнятості: освіта, охорона здоров'я та соціальна допомога — 28,4 %, виробництво — 19,1 %, роздрібна торгівля — 14,9 %.